# 阿帕波里斯河

阿帕波里斯河（西班牙語：Río Apaporis），是哥倫比亞的河流，位於該國南部沃佩斯省，屬於雅普拉河的支流，河道全長960公里，流域面積54,300平方公里，發源自聖維森特德爾卡古安附近。